# The Millers

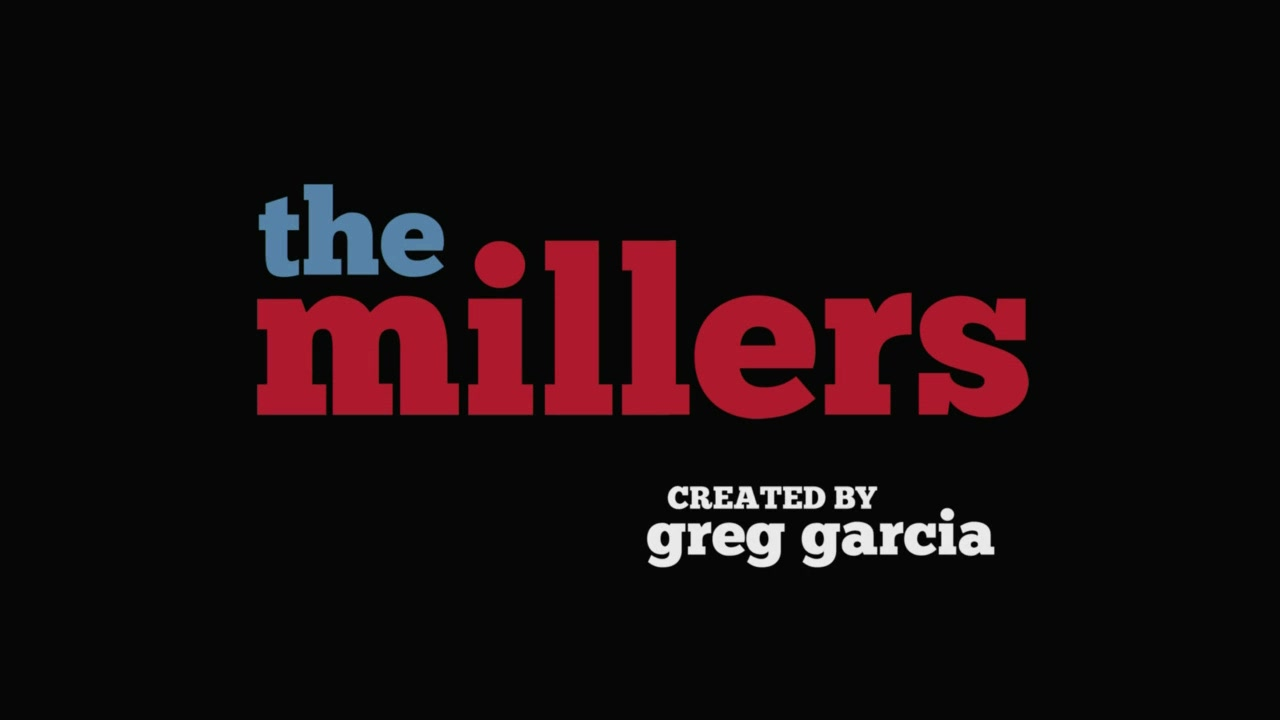
Logotipo de la serie.

The Millers es una comedia de situación estadounidense, creada por Greg Garcia. La serie se estrenó en CBS el jueves 3 de octubre de 2013, The Millers se emitía los jueves a las 8:30 PM, seguido de The Big Bang Theory (hora local). En la segunda temporada cambió su día a los miércoles, conservando el mismo horario. El 14 de noviembre de 2014, CBS anunció la cancelación de la serie.

## Argumento
Nathan Miller (Will Arnett) es un periodista itinerante con muchas ganas de vivir la vida luego de haberse divorciado. Los problemas, y las risas, comienzan cuando Nathan le comenta a sus padres su nuevo estado civil y estos, lejos de compadecerse, se inspiran en seguir su ejemplo. La familia cae aturdida cuando Tom, interpretado por (Beau Bridges), decide dejar a Carol (Margo Martindale) luego de 43 años de matrimonio y sin reponerse del shock deben adaptarse al nuevo escenario: la madre decide irse a vivir a la casa de Nathan, y el padre opta por hostigar a Adam (Nelson Franklin) y a Debbie (Jayma Mays), la otra hija de esta familia en crisis. Junto a ellos estará Ray (J. B. Smoove), el camarógrafo y mejor amigo de Nathan, que aportará aquellas dosis de humor que ayudarán a Nathan a superar los dos divorcios que está padeciendo.

## Reparto
- Will Arnett como Nathan Miller.[3]
- Margo Martindale como Carol Miller.[3]
- Jayma Mays como Debbie.[3]
- J. B. Smoove como Ray.[3]
- Nelson Franklin como Adam.[3]
- Eve Moon como Mikayla.[3]
- Beau Bridges como Tom Miller.[3]

## Temporadas
| Temporada | Temporada | Episodios | Duración en el aire   | Duración en el aire | Fecha de estreno por DVD | Fecha de estreno por DVD | Fecha de estreno por DVD |
| Temporada | Temporada | Episodios | Comienzo de temporada | Final de temporada  | Region 1                 | Region 2                 | Region 4                 |
| --------- | --------- | --------- | --------------------- | ------------------- | ------------------------ | ------------------------ | ------------------------ |
|           | 1         | 23        | 3 de octubre de 2013  | 9 de enero de 2014  | TBA                      | TBA                      | TBA                      |

## Críticas
Leanne Aguilera y Jenna Mullins de E! Online dijeron que el "maravilloso elenco" les da una pequeña esperanza. Diane Werts de Newsday puntuó el espectáculo con una A-. David Hinckley de The New York Daily News puntuó al show con 1 estrella de 5.

## Difusión internacional
- En septiembre, Comedy Central del Reino Unido, anunció que estarían transmitiendo la serie a partir del 14 de octubre.[8]
- En Rusia, Amedia Premium comenzó a transmitir el programa un día después de su estreno en los EE. UU.
- En Nueva Zelanda, Prime, comenzó a emitir la serie los domingos 21:30 desde el 1 de diciembre de 2013.
- En Sudáfrica, DStv comenzó a transmitir The Millers el miércoles 27 de noviembre, desde su canal, M-Net.[9]
- En Latinoamérica, es transmitida por el canal TBS.
- En Chile, es emitido por UCV Televisión.